# George Ogilvie
Pour les articles homonymes, voir Ogilvie.
George Buchan Ogilvie est un réalisateur et acteur australien né le 5 mars 1931 à Goulburn (Nouvelle-Galles du Sud) et mort le 5 avril 2020 à Braidwood.

## Biographie
George Ogilvie a débuté en tant qu'acteur au Canberra Rep Theatre. Il a déménagé au Royaume-Uni où il a étudié, enseigné et joué. En 1965, il retourne en Australie pour occuper le poste de directeur associé de la Melbourne Theatre Company, qu'il conserve pendant six ans. Il a ensuite travaillé comme directeur artistique à la South Australian Theatre Company pendant quatre ans, puis douze ans dans le cadre du réseau de théâtre subventionné. En 1988, il est devenu directeur indépendant, travaillant avec l'Opéra d'Australie, l'Australian Ballet Company et diverses compagnies de théâtre.
À la télévision, il participe à la mini-série The Dismissal de 1983 (où il a joué le sénateur travailliste Jim McClelland), à la mini-série Bodyline (1984) (dont il était l'un des scénaristes, réalisant également trois des sept épisodes), et réalise les téléfilms The Shiralee (1987), Touch the Sun: Princess Kate (1988), The Battlers (1994), deux épisodes de la mini-série The Feds (1994) et onze épisodes de la longue série policière Blue Heelers entre 2002 et 2006.
Au cinéma, il participe à Mad Max Beyond Thunderdome (1985), qu'il co-réalise avec George Miller, Short Changed (1985), le multi-récompensé The Place at the Coast (1987) et The Crossing (1990), première apparition de Russell Crowe à l'écran.
George Ogilvie a régulièrement enseigné et dirigé le NIDA et l'Actors Center Australia. En 1983, il a été nommé AM (membre de l'Ordre d'Australie) sur la liste des honneurs de l'anniversaire de la reine pour ses services rendus au théâtre et aux arts de la scène.
En 2006, l'association australienne des arts du spectacle Currency House a publié son autobiographie : Simple Gifts — A Life in The Theatre.
Il meurt à Braidwood le 5 avril 2020, à l'âge de 89 ans.

## Filmographie

### Comme réalisateur

#### Télévision
- 1983 : The Dismissal
- 1984 : Bodyline
- 1987 : The Shiralee
- 1988 : Touch the Sun: Princess Kate
- 1993 : The Feds: Deception
- 1993 : The Feds: Seduction
- 1994 : The Battlers
- 1997 : The Last of the Ryans

#### Cinéma
- 1985 : Mad Max : Au-delà du dôme du tonnerre (Mad Max Beyond Thunderdome)
- 1986 : Short Changed
- 1987 : The Place at the Coast
- 1990 : The Crossing

### Comme acteur

#### Télévision
- 1978 : The Sound of Love : John Lewis
- 1983 : The Dismissal : sénateur Jim McClelland